# Jelle Bataille
Jelle Bataille (20 de mayo de 1999) es un futbolista belga que juega en la demarcación de defensa para el Maccabi Haifa F. C. de la Liga Premier de Israel.

## Biografía
Tras empezar a formarse como futbolista en el Club Brujas y en el KV Oostende, finalmente hizo su debut con el primer equipo el 2 de abril de 2017 en la primera jornada de play-offs de la Primera División de Bélgica contra el Royal Antwerp FC tras sustituir a Emmanuel Banda en el minuto 66.

## Clubes
| Club                | País    | Año       | Partidos | Goles |
| ------------------- | ------- | --------- | -------- | ----- |
| K. V. Oostende      | Bélgica | 2017-2021 | 92       | 4     |
| Royal Antwerp F. C. | Bélgica | 2021-2025 | 154      | 2     |
| Maccabi Haifa F. C. | Israel  | 2025-     |          |       |

## Palmarés

### Títulos nacionales
| Título               | Club                | País    | Año  |
| -------------------- | ------------------- | ------- | ---- |
| Copa de Bélgica      | Royal Antwerp F. C. | Bélgica | 2023 |
| Pro League           | Royal Antwerp F. C. | Bélgica | 2023 |
| Supercopa de Bélgica | Royal Antwerp F. C. | Bélgica | 2023 |